# اچ‌نوام‌اس تیر (۱۸۸۷)
اچ‌نوام‌اس تیر (۱۸۸۷) (به انگلیسی: HNoMS Tyr (1887)) یک کشتی است که طول آن ۳۱٫۸ متر (۱۰۴٫۳۳ فوت) می‌باشد. این کشتی در سال ۱۸۸۷ ساخته شد.